# Сонячне затемнення 20 березня 2015 року
Сонячне затемнення 20 березня 2015 року — повне сонячне затемнення серії Сарос 120, яке можна було спостерігати на півночі Атлантичного океану та в Арктиці. Часткове затемнення було видно в Європі, Україні та західній частині Росії, а також частково в північній Африці.
Наступне повне сонячне затемнення на території України можна буде спостерігати 12 серпня 2026 року.
Наступне кільцеподібне сонячне затемнення на території України відбулося 21 червня 2020 року.

## Основні населені пункти, де можна було спостерігати повне затемнення
До смуги повної фази попадають Фарерські острови та архіпелаг Шпіцберген.
| Місто      | Час UTC  | Час EET  | Тривалість |
| ---------- | -------- | -------- | ---------- |
| Торсгавн   | 09:41:54 | 11:41:54 | 2 хв 00 с  |
| Баренцбург | 10:11:21 | 12:11:21 | 2 хв 29 с  |
| Лонг'їр    | 10:11:55 | 12:11:55 | 2 хв 28 с  |
| Піраміда   | 10:12:26 | 12:12:26 | 2 хв 27 с  |

## Видимість в Україні
| Місто           | Затемнення | Макс. UTC | Макс. EET |
| --------------- | ---------- | --------- | --------- |
| Львів           | 57,96 %    | 9:58:12   | 11:58:12  |
| Рівне           | 57,29 %    | 10:02:02  | 12:02:02  |
| Київ            | 52,21 %    | 10:08:00  | 12:08:00  |
| Вінниця         | 51,70 %    | 10:04:04  | 12:04:04  |
| Чернівці        | 50,54 %    | 10:02:51  | 12:02:51  |
| Харків          | 45,11 %    | 10:15:54  | 12:15:54  |
| Кривий Ріг      | 43,21 %    | 10:10:15  | 12:10:15  |
| Одеса           | 42.82 %    | 10:04:55  | 12:04:55  |
| Дніпропетровськ | 42,76 %    | 10:13:17  | 12:13:17  |
| Миколаїв        | 42,40 %    | 10:07:30  | 12:07:30  |
| Донецьк         | 38,63 %    | 10:17:03  | 12:17:03  |
| Луганськ        | 38,44 %    | 10:19:39  | 12:19:39  |
| Севастополь     | 35,09 %    | 10:07:56  | 12:07:56  |

## Галерея

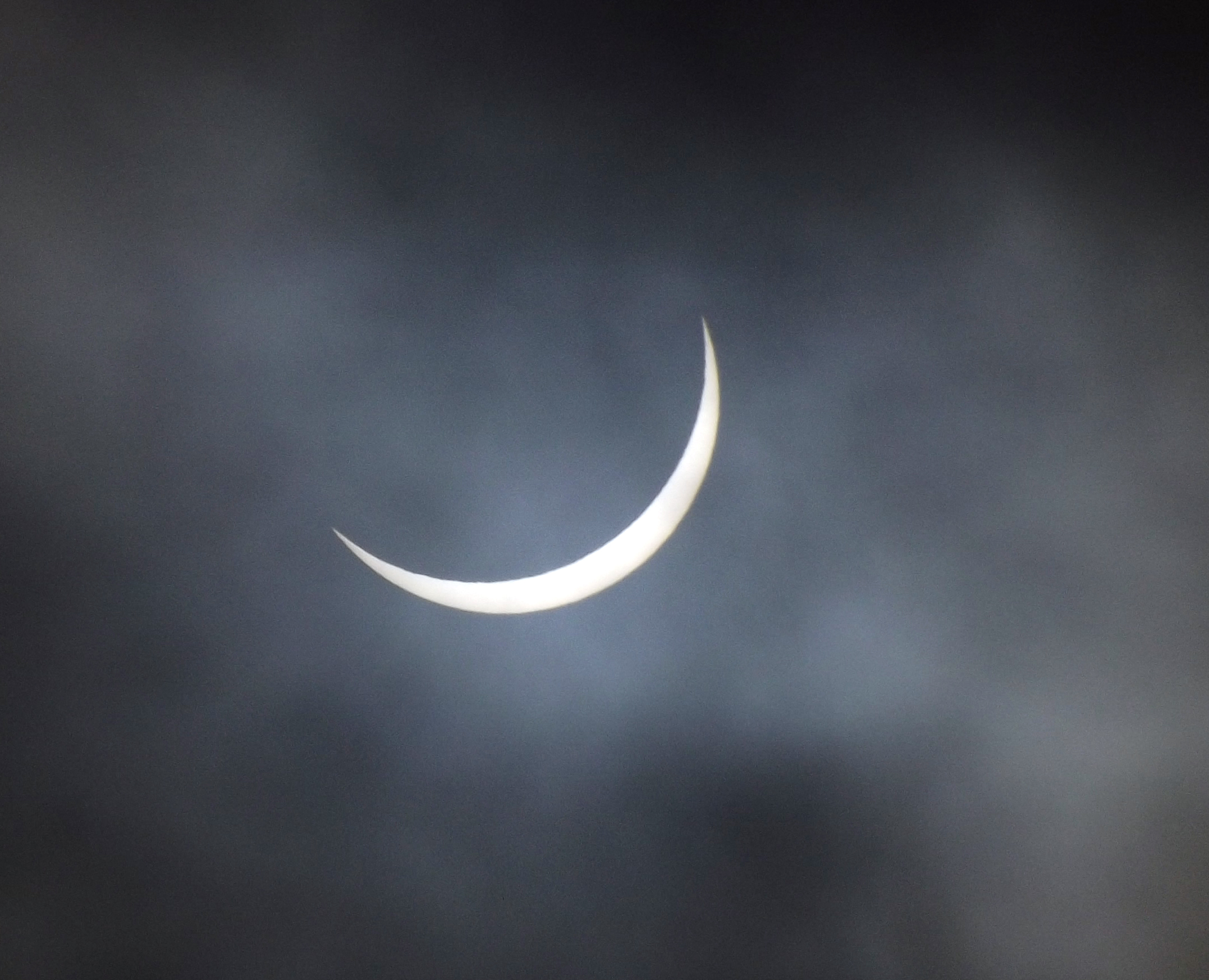
Дублін, Ірландія 09:28 (09:28 UTC)
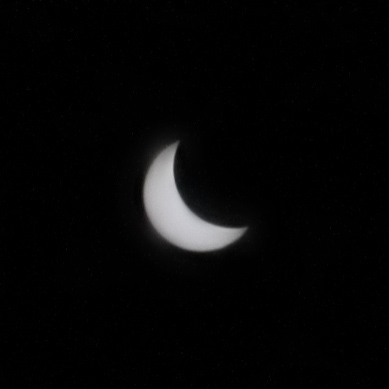
Берлін, Німеччина 10:28 (09:28 UTC)
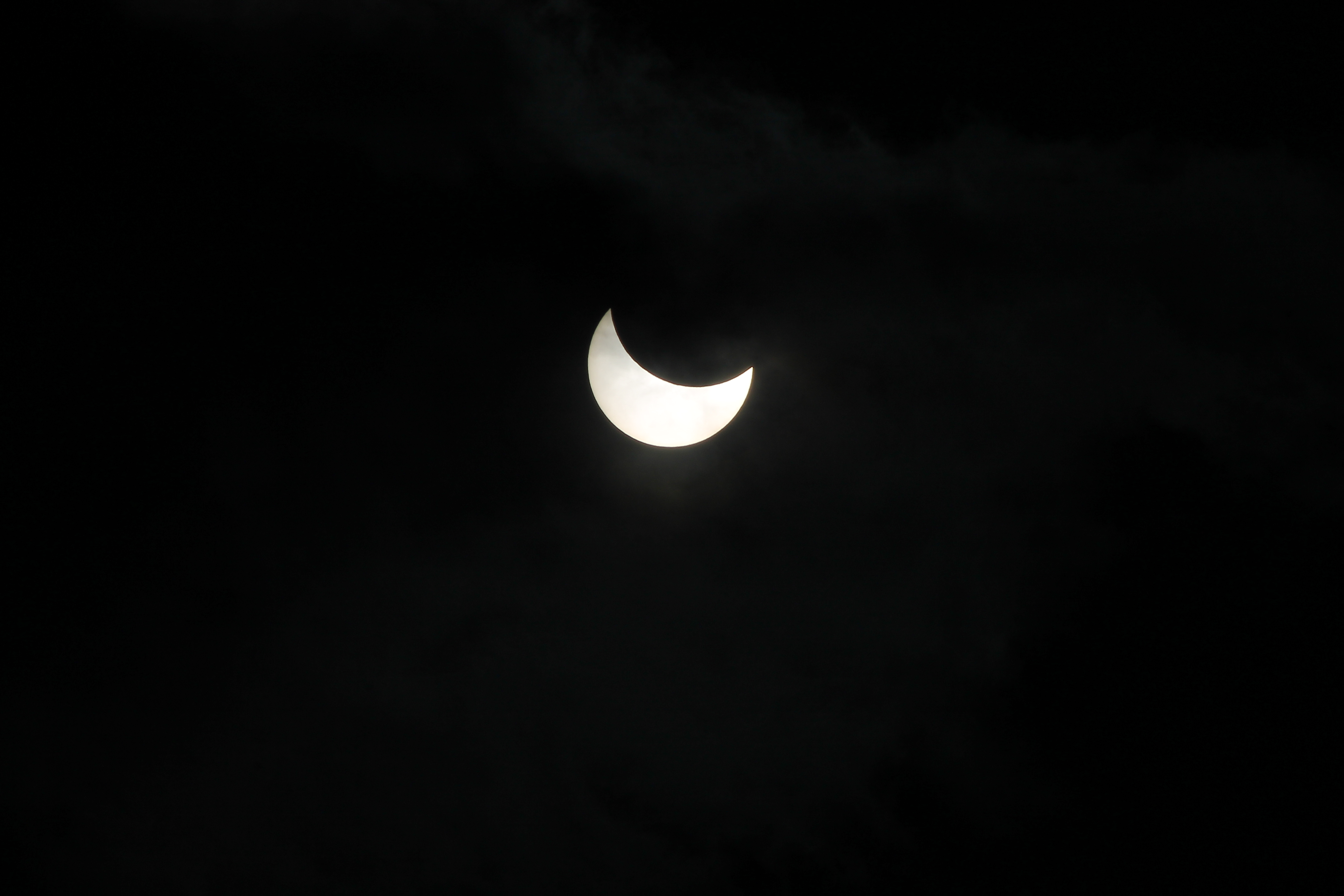
Київ, Україна 12:28 (10:28 UTC)
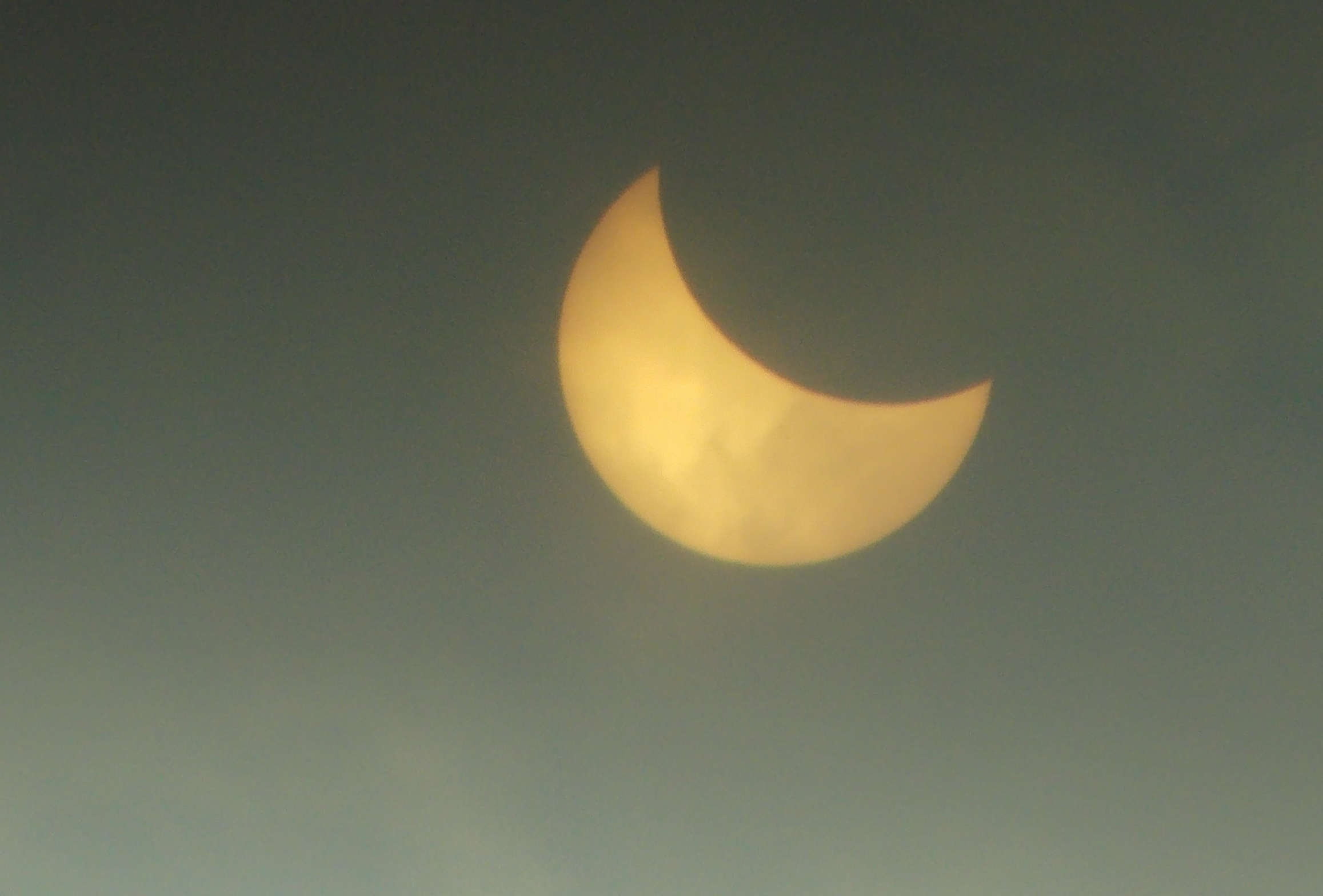
Полтава, Україна 12:15 (10:15 UTC)
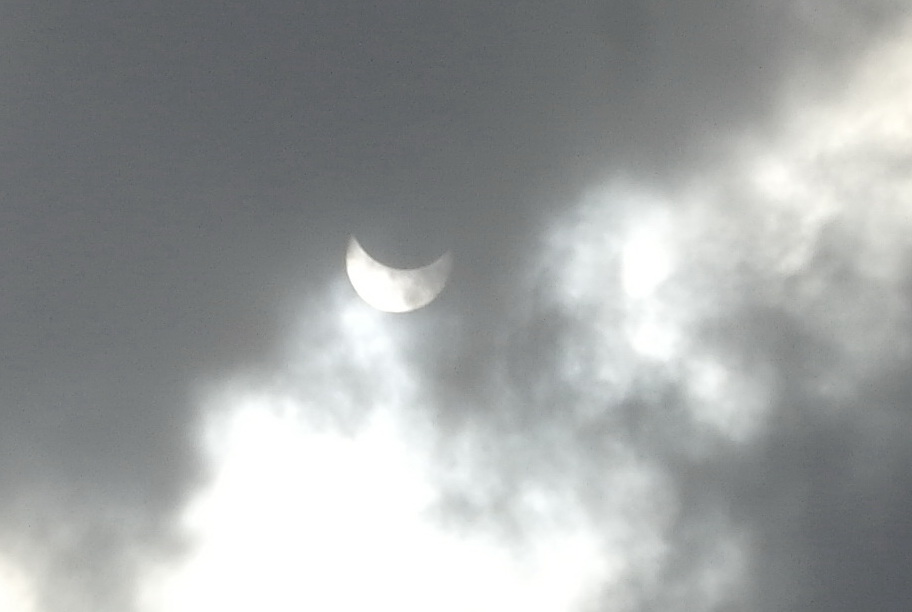
Старокостянтинів, Хмельницька область, Україна 12:09 (10:09 UTC)
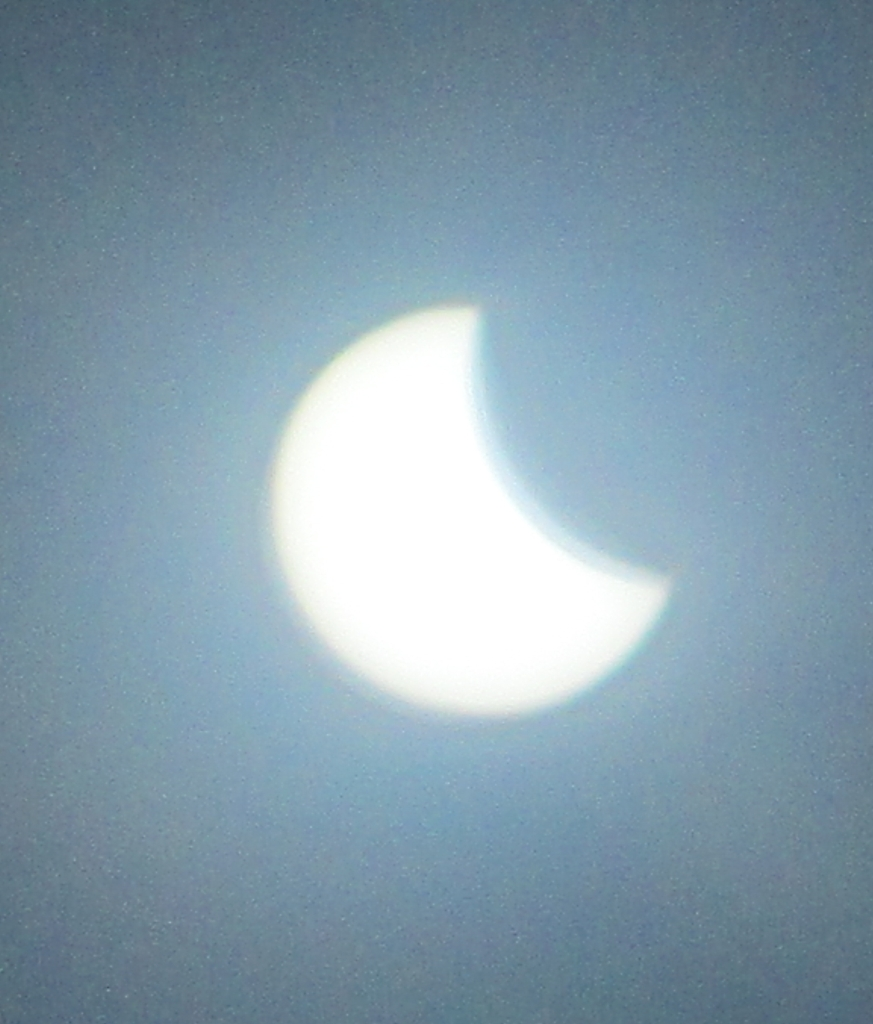
Волгодонськ, Росія 13:10 (10:10 UTC)

У фотографіях вказаний місцевий час, в дужках вказаний всесвітній координований.